# Tractat de la Haia (1720)
El Tractat de la Haia de 1720 és un tractat signat el 17 de febrer de 1720 a la ciutat neerlandesa de la Haia. Mitjançant la signatura d'aquest tractat es va posar fi a la Guerra de la Quàdruple Aliança entre Felip V d'Espanya i els Regnes de la Gran Bretanya i França, l'Imperi austríac i les Províncies Unides.

## Antecedents
Felip V d'Espanya va ser confirmat rei d'Espanya pel Tractat d'Utrecht l'any 1713, possant així fi a la Guerra de Successió Espanyola. Mitjançant la signatura d'aquest tractat Felip va renunciar a les seves reclamacions sobre els territoris d'Itàlia i els Països Baixos.
Amb la intenció de recuperar aquests territoris l'any 1718 l'exèrcit espanyol va envair Sicília, que en virtut del tractat d'Utrecht havia estat cedida al ducat de Savoia. En resposta a aquesta agressió la Quàdruple Aliança entre la Gran Bretanya, França, Àustria i les Províncies Unides es van unir i van lluitar contra Espanya en l'anomenada Guerra de la Quàdruple Aliança.

## Efectes del tractat
Per la signatura d'aquest tractat es posà fi a la Guerra de la Quàdruple Aliança i Felip V abandonà totalment les seves reclamancions sobre Itàlia, assegurant-se però que el Ducat de Parma seria succeït pel seu fill Carles (que posteriorment també seria rei de les Dues Sicílies i Espanya) a l'extinció de la dinastia Farnese, fet que va ocórrer el 1731 a la mort d'Antoni I de Parma. En una altra disposició del Tractat, el duc Víctor Amadeu II de Savoia va acordar intercanviar Sicília per Sardenya amb l'Imperi austríac, per la qual cosa fou coronat rei de Sardenya.
Finalment Felip V d'Espanya va trencar el tractat l'any 1733 durant la Guerra de Successió de Polònia, quan les forces espanyoles van envair novament Sicília, sent reconegut Carles de Borbó nou rei del Regne de les Dues Sicílies el 1735.